# Campeonato de Francia de Rugby 15 1963-64
El Campeonato de Francia de Rugby 15 1963-64 fue la 65.ª edición del Campeonato francés de rugby.
El campeón del torneo fue el equipo de Pau quienes obtuvieron su tercer campeonato.

## Desarrollo

### Segunda Fase
| - Cognac - Lannemezan - Mont de Marsan - Tulle - Mazamet - Limoges - Marmande - SBUC - Angoulême - Castres - Dax - Graulhet - Montauban - Figeac - Auch - Biarritz | - Agen - Lourdes - Pau - Toulon - Vienne - Dijon - Foix - Saint-Girons - Aurillac - Brive - Romans - Grenoble - Carmaux - Le Creusot - Lyon OU - Vichy |

| - Béziers - Narbonne - Saint-Sever - Stadoceste - Tyrosse - Périgueux - Perpignan - Paris Université Club - Bayonne - Bègles - Cahors - La Rochelle - La Voulte - Saint-Claude - Saint Junien - Toulouse |